# Euselasia corduena
Euselasia corduena är en fjärilsart som beskrevs av William Chapman Hewitson 1874. Euselasia corduena ingår i släktet Euselasia och familjen Riodinidae. Inga underarter finns listade i Catalogue of Life.

## Bildgalleri

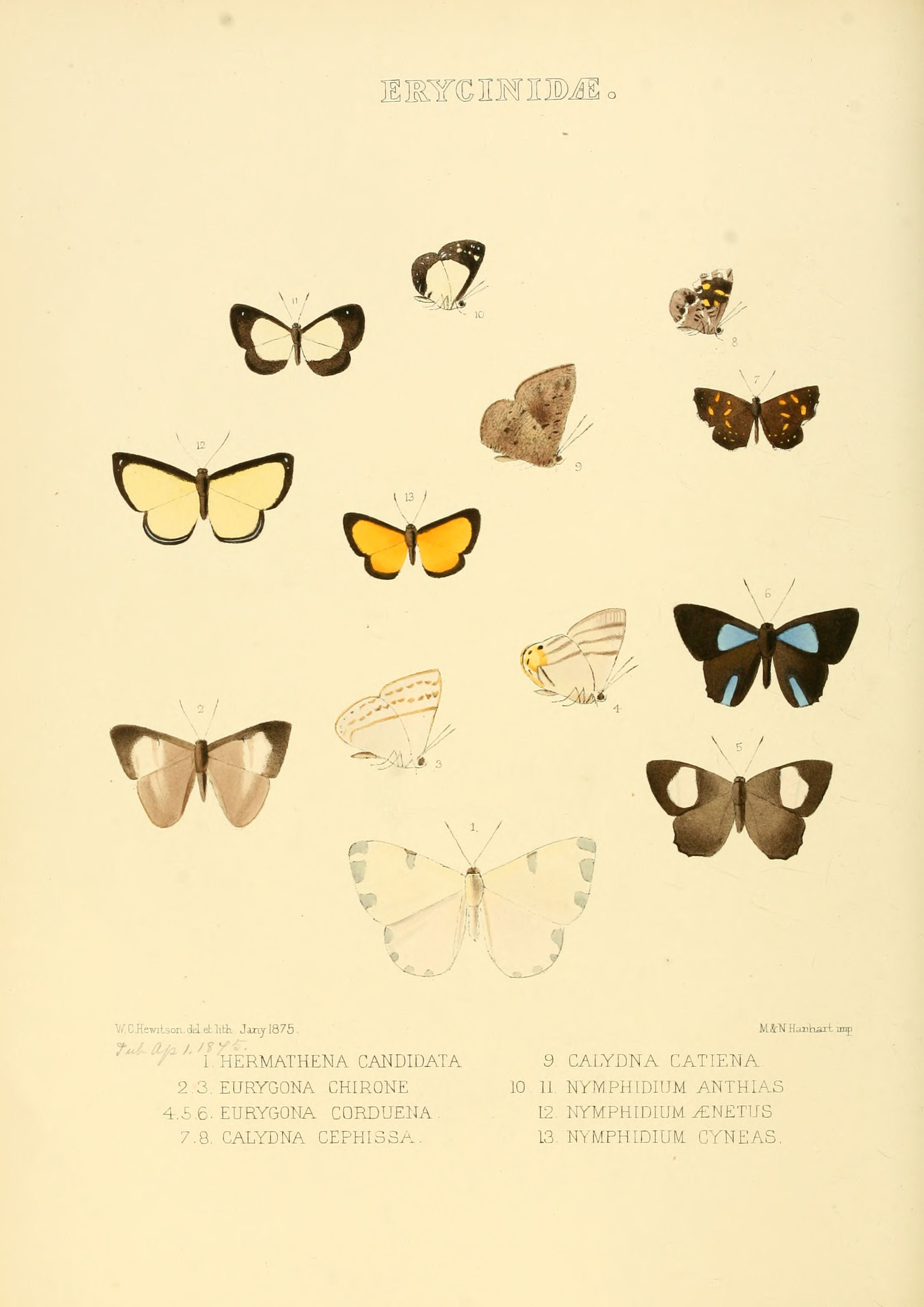